# Hardin megye (Ohio)
Hardin megye az Amerikai Egyesült Államokban, azon belül Ohio államban található. Megyeszékhelye és legnagyobb városa Kenton. Lakosainak száma 30 696 fő (2020. április 1.). Hardin megye Allen, Logan, Auglaize, Union, Marion, Wyandot és Hancock megyékkel határos.

## Népesség
A megye népességének változása:
| Lakosok száma | 32 096 | 31 854 | 31 654 | 31 641 | 31 682 | 30 696 |
|               | 2010   | 2011   | 2012   | 2013   | 2015   | 2020   |

## Települései
- Alger